# Howard Emmett Rogers
Pour les articles homonymes, voir Rogers.
Emmett Rogers est un scénariste américain, né le 13 juillet 1890 à New York et mort le 16 août 1971 à Hollywood.

## Filmographie
- 1926 : Les Dieux de bronze (Tin Gods)
- 1926 : Aïe, mes aïeux ! (So's Your Old Man) de Gregory La Cava
- 1928 : En vitesse (Speedy)
- 1930 : No, No, Nanette
- 1930 : The Bad One
- 1930 : The Lottery Bride de Paul Ludwig Stein
- 1932 : Les Danseurs dans la nuit (Dancers in the Dark) de David Burton
- 1933 : Dans tes bras (Hold Your Man)
- 1933 : Don't Bet on Love
- 1934 : The Mystery of Mr. X (en) d'Edgar Selwyn
- 1934 : Tarzan et sa compagne (Tarzan and His Mate)
- 1934 : La Belle du Missouri (The Girl from Missouri)
- 1934 : Le Témoin imprévu (Evelyn Prentice)
- 1934 : The Band Plays On
- 1935 : On a volé les perles Koronoff (Whipsaw)
- 1936 : Robin des Bois d'El Dorado
- 1936 : L'Heure mystérieuse (The Unguarded Hour)
- 1936 : Une fine mouche (Libeled Lady)
- 1938 : Le Retour d'Arsène Lupin (Arsène Lupin Returns)
- 1938 : Chasseurs d'accidents (The Chaser) d'Edwin L. Marin
- 1942 : Les Yeux dans les ténèbres (Eyes in the Night)
- 1942 : Pour moi et ma mie (For Me and My Gal) de Busby Berkeley
- 1943 : Un commando en Bretagne (Assignment in Brittany)
- 1943 : Sabotage Agent
- 1946 : Ève éternelle (Easy to Wed)
- 1951 : Le Retour de Bulldog Drummond (Calling Bulldog Drummond)
- 1952 : The Hour of 13